# SNVI Numidia Lux
 (août 2017).
Si vous disposez d'ouvrages ou d'articles de référence ou si vous connaissez des sites web de qualité traitant du thème abordé ici, merci de compléter l'article en donnant les références utiles à sa vérifiabilité et en les liant à la section « Notes et références ».
SNVI Numidia est un autocar construit par le constructeur algérien SNVI depuis 2016. Le Numidia tant un symbole du luxe et du confort est un autocar interurbain de 47 places assises et deux portes latérales. Le Numidia qui peut être doté d'un bloc sanitaire (en supprimant deux sièges à l'arrière) est doté de tous les équipements et même de rendre le voyage confortable, a commencer par des sièges inclinables avec accoudoirs, deux téléviseurs LCD avec circuit fermé, l'air conditionné avec diffuseurs individuels . Conçu sur la base classique de châssis à longerons renforcés.
Dimensions (mm): 11910 x 2555 x 3660 
Nombre de places assises : 47 
PTAC : 16 000 kg
Moteur : CUMMINS
Puissance : 296 ch à 2200 tr/min 
Refroidissement : à eau
BV : ZF S6 - 85
Direction : ZF 
2 portes louvoyantes
Boite de vitesses : manuelle à 6 rapports AV
CARROSSERIE :
Ossature en tubes métalliques soudés électriquement, habillée de l’extérieur par des tôles d’acier et étirées. Pavillon et faces avant et arriere en fibre de verre.
PLANCHER :
Bois recouvert de tapis ignifuge en PVC lavable et antidérapant.